# Tacoignières
Tacoignières ist eine französische Gemeinde mit 1.194 Einwohnern (Stand: 1. Januar 2022) im Département Yvelines in der Region Île-de-France. Sie gehört zum Arrondissement Mantes-la-Jolie und zum Kanton Bonnières-sur-Seine (bis 2015: Kanton Houdan). Die Einwohner werden Tacoignièrois genannt.

## Geographie
Tacoignières liegt etwa 49 Kilometer westsüdwestlich von Paris. Umgeben wird Tacoignières von den Nachbargemeinden Prunay-le-Temple im Norden, Orgerus im Osten, Bazainville im Süden sowie Richebourg im Westen.

## Bevölkerungsentwicklung
| Jahr                      | 1962 | 1968 | 1975 | 1982 | 1990 | 1999 | 2006 | 2013 | 2021 |
| Einwohner                 | 275  | 345  | 512  | 671  | 778  | 956  | 1023 | 1043 | 1143 |
| Quelle: Cassini und INSEE |      |      |      |      |      |      |      |      |      |

## Sehenswürdigkeiten
- Kirche Notre-Dame-de-l'Assomption aus dem 12. Jahrhundert, Umbauten aus dem 18. Jahrhundert

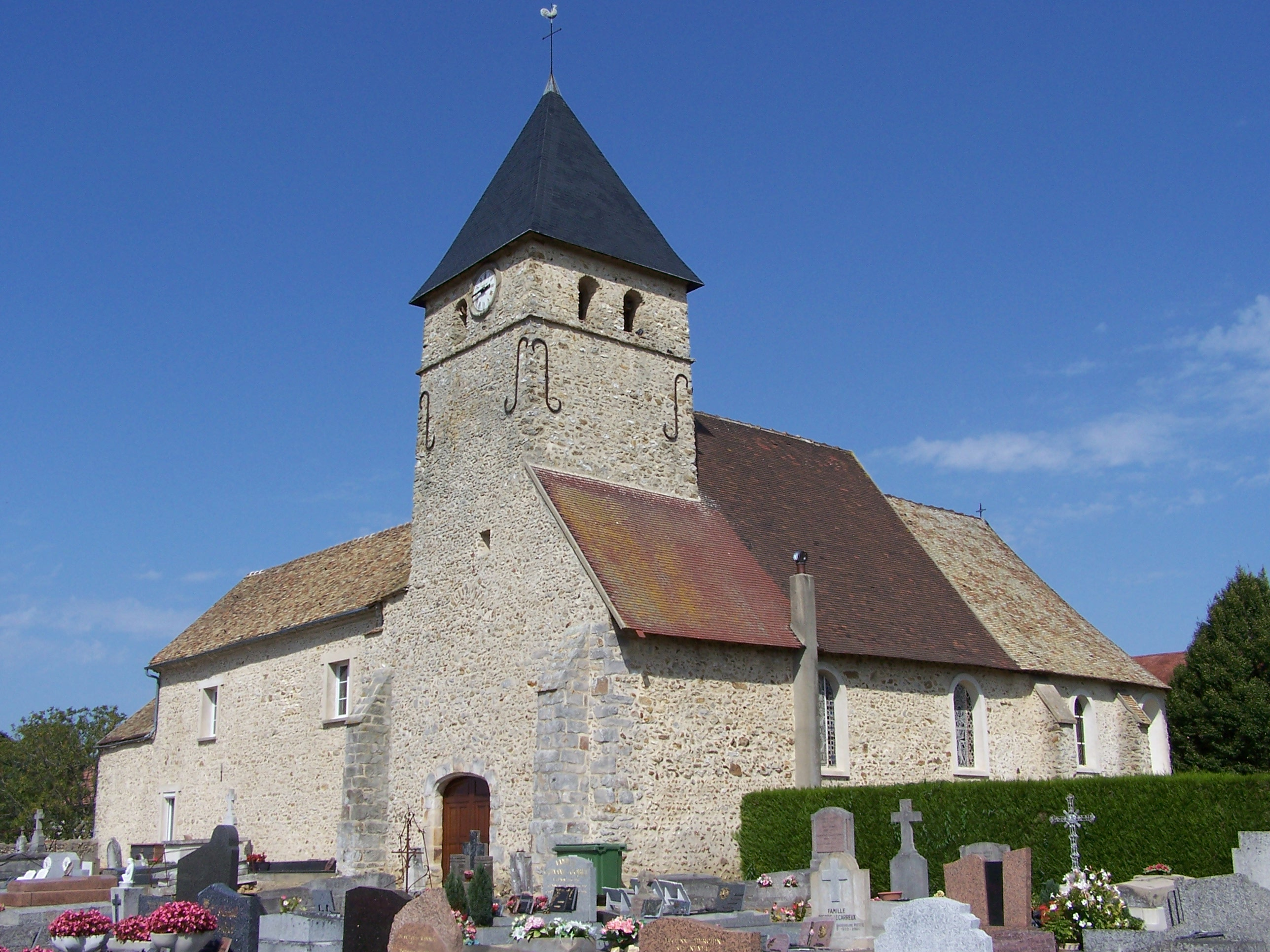
Kirche Notre-Dame-de-l'Assomption